# Странголагали
Странголагали (итал. Strangolagalli) је насеље у Италији у округу Фрозиноне, региону Лацио.
Према процени из 2011. у насељу је живело 561 становника. Насеље се налази на надморској висини од 211 м.

## Становништво
Према резултатима пописа становништва 2011. у општини је живело 2.501 становника.
| 1936. | 1951. | 1961. | 1971. | 1981. | 1991. | 2001. | 2011. |
| ----- | ----- | ----- | ----- | ----- | ----- | ----- | ----- |
| 2.352 | 2.820 | 2.508 | 2.087 | 2.380 | 2.536 | 2.503 | 2.501 |